# Lijst van vlaggen van Oceanië
Dit artikel geeft een overzicht van internationale en nationale vlaggen in Oceanië.

## Vlaggen van internationale organisaties

Vlag van de Gemeenschap van Portugeessprekende landen
Vlag van de Gemenebest van Naties

## Vlaggen van staten en afhankelijke gebieden

### Vlaggen van staten
| Kaart | Land                | Vlag | Artikel over de vlag         | Ratio | Ingebruikname    |
| ----- | ------------------- | ---- | ---------------------------- | ----- | ---------------- |
|       | Australië           |      | Vlag van Australië           | 1:2   | 1901             |
|       | Fiji                |      | Vlag van Fiji                | 1:2   | 10 oktober 1970  |
|       | Indonesië           |      | Vlag van Indonesië           | 2:3   | 17 augustus 1945 |
|       | Kiribati            |      | Vlag van Kiribati            | 1:2   | 2 juli 1979      |
|       | Marshalleilanden    |      | Vlag van de Marshalleilanden | 10:19 | 1 mei 1979       |
|       | Micronesië          |      | Vlag van Micronesië          | 10:19 | 10 november 1979 |
|       | Nauru               |      | Vlag van Nauru               | 1:2   | 31 januari 1968  |
|       | Nieuw-Zeeland       |      | Vlag van Nieuw-Zeeland       | 1:2   | 24 maart 1902    |
|       | Palau               |      | Vlag van Palau               | 5:8   | 1 januari 1981   |
|       | Papoea-Nieuw-Guinea |      | Vlag van Papoea-Nieuw-Guinea | 3:4   | 1 juli 1971      |
|       | Salomonseilanden    |      | Vlag van de Salomonseilanden | 1:2   | 8 november 1977  |
|       | Samoa               |      | Vlag van Samoa               | 1:2   | 24 februari 1949 |
|       | Tonga               |      | Vlag van Tonga               | 1:2   | 4 november 1875  |
|       | Tuvalu              |      | Vlag van Tuvalu              | 1:2   | 11 april 1997    |
|       | Vanuatu             |      | Vlag van Vanuatu             | 3:5   | 13 februari 1980 |

### Vlaggen van afhankelijke gebieden
| Kaart | Land                                                       | Vlag | Artikel over de vlag             | Ratio   | Ingebruikname       |
| ----- | ---------------------------------------------------------- | ---- | -------------------------------- | ------- | ------------------- |
|       | Amerikaans-Samoa (Verenigde Staten)                        |      | Vlag van Amerikaans-Samoa        | 10:19   | 24 april 1960       |
|       | Amerikaanse Kleinere Afgelegen Eilanden (Verenigde Staten) |      |                                  |         | Geen officiële vlag |
|       | Cookeilanden (Nieuw-Zeeland)                               |      | Vlag van de Cookeilanden         | 1:2     | 4 augustus 1979     |
|       | Frans-Polynesië (Frankrijk)                                |      | Vlag van Frans-Polynesië         | 2:3     | 4 december 1984     |
|       | Guam (Verenigde Staten)                                    |      | Vlag van Guam                    | 22:41   | 9 november 1948     |
|       | Hawaï (Verenigde Staten)                                   |      | Vlag van Hawaï                   | 1:2     | 20 mei 1845         |
|       | Nieuw-Caledonië (Frankrijk)                                |      | Vlag van Nieuw-Caledonië         | 2:3 1:2 | 17 juli 2010        |
|       | Niue (Nieuw-Zeeland)                                       |      | Vlag van Niue                    | 1:2     | 15 oktober 1975     |
|       | Noordelijke Marianen (Verenigde Staten)                    |      | Vlag van de Noordelijke Marianen | 1:2     | 4 juli 1976         |
|       | Norfolk (Australië)                                        |      | Vlag van Norfolk                 | 1:2     | 21 oktober 1980     |
|       | Paaseiland (Chili)                                         |      | Vlag van Paaseiland              | 5:8     | 9 mei 2006          |
|       | Pitcairneilanden (Verenigd Koninkrijk)                     |      | Vlag van de Pitcairneilanden     | 1:2     | 2 april 1984        |
|       | Tokelau (Nieuw-Zeeland)                                    |      | Vlag van Tokelau                 | 1:2     | 7 september 2009    |
|       | Wallis en Futuna (Frankrijk)                               |      | Vlag van Wallis en Futuna        | 2:3     | Niet officieel      |

## Vlaggen van historische staten
- Republiek van de Noordelijke Salomonseilanden (Bougainville) - zie het artikel: Vlag van Bougainville
- Hawaï - zie het artikel: Vlag van Hawaï
- Trustschap van de Pacifische Eilanden - zie het artikel: Vlag van Micronesië

## Vlaggen van gebieden met separatistische of irredentistische bewegingen

Vlag van de Cocoseilanden
Vlag van Cookeilanden
Vlag van Bougainville
Vlag van Frans-Polynesië
Vlag van Guam
Vlag van Hawaï
Vlag van Nieuw-Caledonië
Vlag van de Noordelijke Marianen
Vlag van Pitcairneilanden
Vlag van Rotuma
Vlag van Tokelau
Vlag van Wallis en Futuna

## Vlaggen van hoofdsteden

Vlag van Canberra (Australië)
Vlag van Suva (Fiji)
Vlag van Jakarta (Indonesië)
Vlag van Zuid-Tarawa (Kiribati)
Vlag van Majuro (Marshalleilanden)
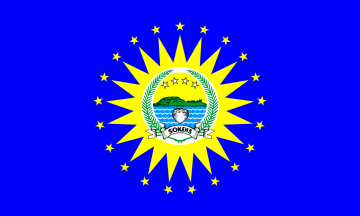
Vlag van Palikir (Micronesië)
Vlag van Yaren (Nauru, de facto)
Vlag van Wellington (Nieuw-Zeeland)
Vlag van Ngerulmud (Palau)
Vlag van Port Moresby (Papoea-Nieuw-Guinea)
Vlag van Honiara (Salomonseilanden)
Vlag van Apia (Samoa)
Vlag van Nuku'alofa (Tonga)
Vlag van Funafuti (Tuvalu)
Vlag van Port Vila (Vanuatu)

## Vlaggenlijsten per land
| Land                | Lijst                                     | Deelgebieden                                            | Gemeenten                                            |
| ------------------- | ----------------------------------------- | ------------------------------------------------------- | ---------------------------------------------------- |
| Australië           | Lijst van vlaggen van Australië           | Lijst van vlaggen van Australische deelgebieden         | Lijst van vlaggen van Australische gemeenten         |
| Fiji                | Lijst van vlaggen van Fiji                | Lijst van vlaggen van Fijische deelgebieden             | Lijst van vlaggen van Fijische gemeenten             |
| Indonesië           | Lijst van vlaggen van Indonesië           | Lijst van vlaggen van Indonesische deelgebieden         | Lijst van vlaggen van Indonesische gemeenten         |
| Kiribati            | Lijst van vlaggen van Kiribati            | Lijst van vlaggen van Kiribatische deelgebieden         | Lijst van vlaggen van Kiribatische gemeenten         |
| Marshalleilanden    | Lijst van vlaggen van de Marshalleilanden | Lijst van vlaggen van Marshalleilandse deelgebieden     | Lijst van vlaggen van Marshalleilandse gemeenten     |
| Micronesië          | Lijst van vlaggen van Micronesië          | Lijst van vlaggen van Micronesische deelgebieden        | Lijst van vlaggen van Micronesische gemeenten        |
| Nauru               | Lijst van vlaggen van Nauru               | Lijst van vlaggen van Nauruaanse deelgebieden           | Lijst van vlaggen van Nauruaanse gemeenten           |
| Nieuw-Zeeland       | Lijst van vlaggen van Nieuw-Zeeland       | Lijst van vlaggen van Nieuw-Zeelandse deelgebieden      | Lijst van vlaggen van Nieuw-Zeelandse gemeenten      |
| Palau               | Lijst van vlaggen van Palau               | Lijst van vlaggen van Palause deelgebieden              | Lijst van vlaggen van Palause gemeenten              |
| Papoea-Nieuw-Guinea | Lijst van vlaggen van Papoea-Nieuw-Guinea | Lijst van vlaggen van Papoea-Nieuw-Guinese deelgebieden | Lijst van vlaggen van Papoea-Nieuw-Guinese gemeenten |
| Salomonseilanden    | Lijst van vlaggen van de Salomonseilanden | Lijst van vlaggen van Salomonseilandse deelgebieden     | Lijst van vlaggen van Salomonseilandse gemeenten     |
| Samoa               | Lijst van vlaggen van Samoa               | Lijst van vlaggen van Samoaanse deelgebieden            | Lijst van vlaggen van Samoaanse gemeenten            |
| Tonga               | Lijst van vlaggen van Tonga               | Lijst van vlaggen van Tongaanse deelgebieden            | Lijst van vlaggen van Tongaanse gemeenten            |
| Tuvalu              | Lijst van vlaggen van Tuvalu              | Lijst van vlaggen van Tuvaluaanse deelgebieden          | Lijst van vlaggen van Tuvaluaanse gemeenten          |
| Vanuatu             | Lijst van vlaggen van Vanuatu             | Lijst van vlaggen van Vanuatuaanse deelgebieden         | Lijst van vlaggen van Vanuatuaanse gemeenten         |

Lijst van vlaggen van Oceanië
Australië · Fiji · Indonesië · Kiribati · Marshalleilanden · Micronesië · Nauru · Nieuw-Zeeland · Oost-Timor · Palau · Papoea-Nieuw-Guinea · Salomonseilanden · Samoa · Tonga · Tuvalu · Vanuatu

Afhankelijke gebieden

Amerikaans-Samoa · Cookeilanden · Frans-Polynesië · Guam · Nieuw-Caledonië · Niue · Norfolk · Noordelijke Marianen · Pitcairneilanden · Tokelau · Wallis en Futuna